# Erich Sandt
Erich Sandt, geboren als Arwed Zykesch Khan (* 4. Mai 1878 in Belgrad, Serbien; † 1. Oktober 1936 in Brünn, Tschechoslowakei) war ein deutscher Theater- und Stummfilmschauspieler sowie ein Bühnenregisseur.

## Leben und Wirken
Sandt besuchte das humanistische Gymnasium in Belgrad und bildete sich anschließend am Prager Konservatorium fort. Anschließend begann Sandt dort 1897 seine Karriere. Bis 1902 folgten Belgrad und Sofia als weitere Bühnenstationen. Von 1903 bis 1905 wirkte Sandt am Residenztheater Berlin, anschließend, bis 1907, trat er als Theaterdirektor im zaristischen Russland (in St. Petersburg, Moskau und Dorpat/Tartu) in Erscheinung. Von 1908 bis 1914 wirkte Ernst Sandt als Regisseur am Kaiserlichen Theater in Sankt Petersburg.
Sandt kehrte bei Ausbruch des Ersten Weltkriegs nach Deutschland zurück und knüpfte in Berlin 1915 Kontakt zur Filmbranche. Sandts Auftritte vor der Kamera beschränkten sich jedoch auf eine Handvoll minder bedeutende Filme, in denen er überwiegend kleine bis mittelgroße Rollen übernahm. Bereits 1923 endete seine Filmarbeit und er kehrte als Schauspieler und Regisseur zum Theater zurück. Man sah ihn noch in den 1920er Jahren u. a. an Berlins Theater des Westens, ehe er sich in der Schweiz niederließ. Dort ist er zu Beginn der 1930er Jahre als Oberspielleiter an der Operette von Bern nachzuweisen und bei Hitlers Machtübernahme in der Geschäftsführung des dortigen Alhambra-Theaters. In bzw. bei Basel (in Saint Louis auf französischer Seite) lebend, kehrte Sandt, dessen Gattin Edith sich ebenfalls schauspielerisch betätigte, nicht mehr ins Reich Adolf Hitlers zurück. Er starb 1936 in der Tschechoslowakei.

## Filmografie
- 1916: Die Liebe durch den Kamin
- 1918: Sein Badepuppchen
- 1919: Not und Verbrechen
- 1919: Die Nacht des Grauens
- 1921: Um eine Million Dollar
- 1922: Das schwarze Kuvert
- 1923: Rivalen